# Coelorinchus argus
Coelorinchus argus és una espècie de peix de la família dels macrúrids i de l'ordre dels gadiformes.

## Morfologia
- Els mascles poden assolir 20 cm de llargària total.[5][6]

## Alimentació
Menja copèpodes, poliquets, peixets (incloent-hi alevins del gènere Bregmaceros) i d'altres invertebrats bentònics.

## Hàbitat
És un peix bentopelàgic i d'aigües tropicals que viu entre 124-424 m de fondària.

## Distribució geogràfica
Es troba a les Filipines, Indonèsia i Austràlia.